# 4922 Leshin
4922 Leshin eller 1981 EH4 är en asteroid i huvudbältet som upptäcktes den 2 mars 1981 av den amerikanska astronomen Schelte J. Bus vid Siding Spring-observatoriet. Den är uppkallad efter Laurie Leshin.
Asteroiden har en diameter på ungefär 4 kilometer.